# Johanneskirche (Kufstein)

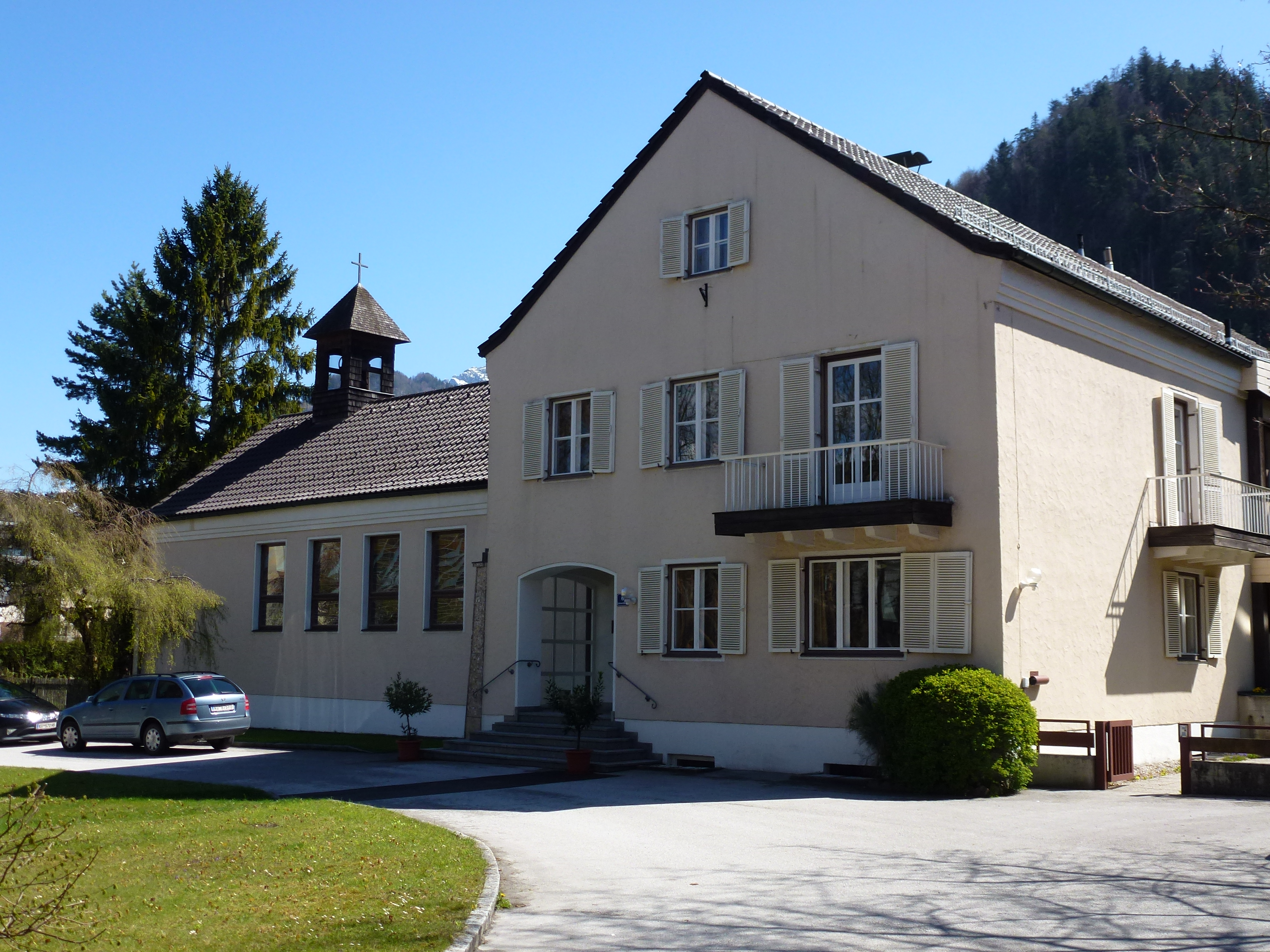
Johanneskirche in Kufstein

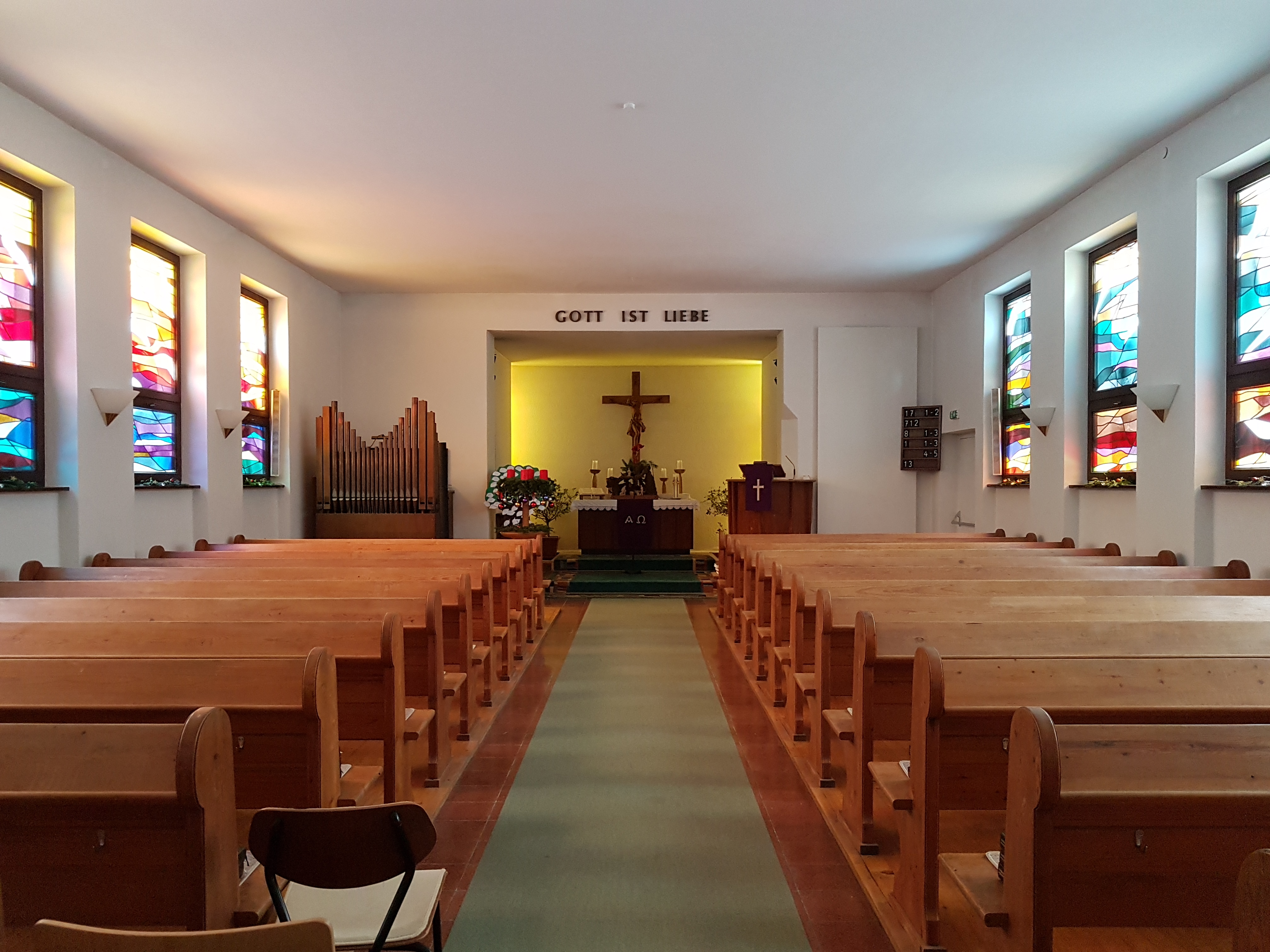
Innenraum der Johanneskirche

Die Johanneskirche ist die evangelische Pfarrkirche von Kufstein in Tirol. Sie gehört der Evangelischen Superintendentur A. B. Salzburg und Tirol an.

## Geschichte
Die 1899 gegründete Predigtstation der Innsbrucker Christuskirche wurde 1954 nach Errichtung des bestehenden Kirchenbaus durch den Innsbrucker Architekten Jakob Walcher zur  selbständigen Pfarrkirche erhoben. Die Johanneskirche ist eine der sogenannten „Siebenbürgerkirchen“, die aufgrund der Flüchtlingsbewegungen am Ende des Zweiten Weltkriegs und des damit verbundenen verstärkten Zuzugs von Protestanten gegründet wurden. 

## Architektur
Die Kufsteiner Johanneskirche ist eine einfache, von einem Dachreiter akzentuierte Saalkirche mit angeschlossenem Gemeindehaus. Dem flachgedeckten, mit stark farbigen Rechteckfenstern ausgestatteten Kirchenraum ist im Sinne des 1951 verfassten Rummelsberger Programms ein rechteckiger Chorraum, seitlich begleitet von Kanzel und Orgel, angegliedert.